# Гелен Марі Дарлінґ
Гелен Марі Дарлінґ (29 серпня 1978 , Колумбус ) — американська колишня професійна баскетболістка, яка нещодавно виступала за «Сан-Антоніо Старз» Національної жіночої баскетбольної асоціації (WNBA).
У своїй кар'єрі в WNBA Дарлінґ набрала понад 1000 очок, 650 передач і 250 крадіжок, а також брала участь у 19 іграх плей-офф WNBA.

## Раннє життя
Дарлінґ — дочка Патріції Сміт і Дональда Дарлінґа. У неї є три брати Дональд, Рональд і Деванд Дарлінґ і одна сестра Алісія Сміт. Вона також є матір'ю трійні двох хлопчиків Джа-Жуана, Джалена та дівчинки Невае, яка народилася 13 квітня 2002 року
Дарлінґ відвідувала середню школу Брукхейвена (Коламбус, штат Огайо), де WBCA назвала її Всеамериканською середньою школою .  Вона брала участь у Всеамериканській грі WBCA High School у 1995 році, набравши шість очок.
Протягом своєї кар'єри в коледжі в Пенн Стейт Дарлінґ набирала в середньому 10,3 очка, 5,3 підбирання, 6,3 передачі і 2,49 перехоплення в 126 іграх і є єдиним гравцем в історії Пенн Стейт, який набрав 1000 очок, 500 підбирань і 600 асистів за свою кар'єру. Дарлінґ також єдиний гравець в історії Пенн Стейт, який отримав нагороду «Велика десятка гравця року». Чотирирічний розыгрыш, вона допомогла привести Penn State Lady Lions до їхнього першого і єдиного фіналу чотирьох у 2000 році. Дарлінґ здобула ступінь освіти в Penn State в грудні 2001 року. Вона отримала премію Френсіс Померой Нейсміт від жіночої Асоціація баскетбольних тренерів як найкращий старший гравець до 5 футів 8 дюймів (1,7 м) у 2000 році.

### Статистика штату Пенсильванія
Джерело
| GP  | Грали в ігри          | GS  | Почалися ігри                  | MPG    | Хвилин на гру            |
| FG% | Відсоток голів з поля | 3P% | Відсоток 3-очкових голів з гри | FT%    | Відсоток штрафних кидків |
| RPG | Підбирання за гру     | ПНГ | Передачі за гру                | САУ    | Перехоплення за гру      |
| BPG | Блоків за гру         | PPG | Очки за гру                    | Жирний | Кар'єра висока           |

| Рік     | Команда   | GP  | Окуляри | FG%    | 3P%    | FT%    | RPG | ПНГ | САУ | BPG | PPG  |
| ------- | --------- | --- | ------- | ------ | ------ | ------ | --- | --- | --- | --- | ---- |
| 1996-97 | штат Пенн | 27  | 210     | 30,2 % | 0,0 %  | 70,9 % | 4.4 | 4.4 | 1.7 | 0,0 | 7.8  |
| 1997-98 | штат Пенн | 34  | 343     | 39,6 % | 26,7 % | 64,9 % | 5.2 | 4.9 | 0.6 | 0,0 | 10.1 |
| 1998-99 | штат Пенн | 30  | 373     | 39,1 % | 14,3 % | 76,4 % | 5.8 | 7.5 | 2.6 | 0.1 | 12.4 |
| 1999-00 | штат Пенн | 35  | 368     | 39,6 % | 28,8 % | 77,5 % | 5.7 | 7.8 | 2.9 | 0.1 | 10.5 |
| Кар'єра | Кар'єра   | 126 | 1294    | 37,7 % | 25,6 % | 72,6 % | 5.3 | 6.2 | 2.5 | 0,0 | 10.3 |

## Баскетбол США
Дарлінґ грав у команді, яка представляла США на Всесвітніх університетських іграх 1999 року в Пальма-де-Майорці, Іспанія . Команда мала рекорд 4–2 і здобула срібну медаль. Дарлінґ набирав 2,5 очка за гру.

## Кар'єра WNBA

### Клівленд Рокерс
25 квітня 2000 року Дарлінґ був задрафтований " Клівленд Рокерс " у другому раунді (загалом № 17) драфту WNBA 2000 року. У своєму новому сезоні Дарлінґ зіграла у всіх 32 іграх регулярного сезону, набравши 4,8 очка, 2,0 передачі та 1,15 перехоплення. У плей-офф вона набирала в середньому 5,5 очка, 3,3 підбирання та 2,2 передачі в шести іграх плей-офф Рокерс.  Протягом сезону WNBA 2001 року Дарлінґ був одним із двох гравців «Рокерс», які розпочали всі 32 ігри регулярного сезону, допомагаючи «Рокерс» посісти 1 місце у Східній конференції. Дарлінґ завершив сезон, набираючи в середньому 6,1 очка, 2,4 підбирання, 3,4 передачі та 1,1 перехоплення. У трьох іграх проти Шарлотти під час плей-офф Дарлінґ набирав у середньому 6,0 очок, 6,3 передачі, 3,7 підбирання та 2,3 перехоплення.
У сезоні WNBA 2002 Дарлінґ не грала через вагітність.
Протягом сезону WNBA 2003 року Дарлінґ розпочав усі 34 ігри за «Клівленд», завершивши сезон із 128 передачами, другим за величиною загальним підсумком за один сезон в історії «Рокерс» і набираючи в середньому 4,1 очка, 3,8 передачі, 2,6 підбирання за 24,5 хвилини.

### Міннесота Лінкс
Після сезону WNBA 2003 року «Клівленд Рокерс» вирішили відмовитися, відбувся розгінний драфт. Міннесота Лінкс обрала Дарлінґ своїм сьомим вибором.
Протягом сезону WNBA 2004 Дарлінґ зіграв у 33 іграх і стартував в останніх 22 іграх регулярного сезону за Lynx, набираючи в середньому 4,2 очка, 3,5 передачі та 2,0 підбирання за 21,4 хвилини. Допомагаючи Міннесоті зрівняти Сіетл Сторм з 3-м посівом у Західній конференції.

### Шарлотта Стінг
Після лише одного сезону з Lynx, Дарлінґ був обміняний Міннесотою разом із Лінкс у другому раунді (24-е місце) на драфті WNBA 2005 року на Шарлотту Стінг в обмін на вибір Стінга у другому раунді (17-е місце) у 2005 році. Драфт WNBA.
Протягом сезону WNBA 2005 Дарлінґ зіграв за «Шарлотт» 31 гру, починаючи з останніх 11, у стартовому складі Дарлінґ набирав у середньому 7,0 очок і 4,5 передачі за 31,0 хвилини, порівняно з 1,5 очками та 1,3 асистами за 17,6 хвилини поза лавою запасних. Пропустив лише одну гру через розтягнення лівого підколінного сухожилля.
Протягом сезону WNBA 2006 Дарлінґ розпочав усі 29 ігор регулярного сезону, набираючи в середньому 4,7 очка, 3,0 передачі та 1,13 перехоплення за гру.  (При зрості 5 футів 6 Дарлінґ була найнижчим гравцем Стінга — і на три дюйми вище за свого нового тренера, ікону баскетболу Шарлотти Маггсі Богуза, який був 5 футів 3 дюйма).

### Сан-Антоніо Сільвер Старз
Після невтішного виступу на останньому місці та поганої відвідуваності Стінга, команда відмовилася, і був проведений драфт. «Сан-Антоніо Сільвер Старз» вибрав Дарлінґ своїм четвертим вибором. Возз'єднання Дарлінґ з тренером Деном Х'юзом, який задрафтував її зі штату Пенсильванія в «Клівленд Рокерс» у 2000 році
Протягом сезону WNBA 2007 Дарлінґ розпочав 19 ігор регулярного сезону і знявся в 33 записах, зробивши 103 результативні передачі та 45 перехоплень. 7 серпня Дарлінґ заробила своє 1000-е очко в кар'єрі в грі проти Вашингтон Містікс .

## Поза кортом
Дарлінґ була дуже активною в кожній спільноті, за яку вона грає настільки, що вона отримала нагороду WNBA Community Assistant Award у 2003 році за свою участь у спільноті. Дарлінґ також був національним представником Маршу десятин.  Дарлінґ нещодавно опублікувала свою першу дитячу книжку під назвою «Хованки в понеділки» . Книга є першою із семи серії.  Гелен — мати трьох дітей, трійні, синів ЯХуана і Джалена та дочки Невеа.

## Кар'єрна статистика WNBA
Правильно станом на вересень 2011 року
| Регулярний сезон | Команда     | Г   | GS  | MPG  | FG%   | 3P%   | FT%   | ВИМКНЕНО | DEF | RPG | ПНГ | PPG |
| ---------------- | ----------- | --- | --- | ---- | ----- | ----- | ----- | -------- | --- | --- | --- | --- |
| 2000 рік         | Клівленд    | 32  | 0   | 17.4 | 0,313 | 0,342 | 0,738 | 0.8      | 1.2 | 2.0 | 2.0 | 4.8 |
| 2001 рік         | Клівленд    | 32  | 32  | 24.3 | 0,355 | 0,329 | 0,764 | 0.6      | 1.8 | 2.4 | 3.4 | 6.1 |
| 2003 рік         | Клівленд    | 34  | 34  | 24.5 | 0,308 | 0,324 | 0,732 | 0,7      | 1.8 | 2.6 | 3.8 | 4.1 |
| 2004 рік         | Міннесота   | 33  | 22  | 21.4 | 0,331 | 0,218 | 0,667 | 0.3      | 1.7 | 2.0 | 3.5 | 4.2 |
| 2005 рік         | Шарлотта    | 31  | 11  | 19.4 | 0,307 | 0,313 | 0,741 | 0.2      | 1.4 | 1.5 | 2.7 | 3.5 |
| 2006 рік         | Шарлотта    | 29  | 29  | 21.2 | 0,370 | 0,383 | 0,691 | 0.4      | 1.6 | 2.0 | 2.8 | 5.4 |
| 2007 рік         | Сан-Антоніо | 33  | 19  | 20.7 | 0,383 | 0,366 | 0,771 | 0.2      | 1.9 | 2.1 | 3.1 | 4.1 |
| 2008 рік         | Сан-Антоніо | 31  | 14  | 18.7 | 0,268 | 0,200 | 0,789 | 0.4      | 1.9 | 2.4 | 1.7 | 3.5 |
| 2009 рік         | Сан-Антоніо | 34  | 13  | 18.9 | 0,248 | 0,295 | 0,673 | 0.4      | 1.4 | 1.8 | 2.9 | 3.1 |
| 2010 рік         | Сан-Антоніо | 33  | 1   | 11.8 | 0,300 | 0,273 | 0,647 | 0.3      | 0,7 | 1.0 | 1.4 | 1.9 |
| Кар'єра          |             | 322 | 175 | 19.8 | 0,322 | 0,302 | 0,721 | 0.4      | 1.5 | 2.0 | 2.8 | 4.1 |